# Villennes-sur-Seine
Villennes-sur-Seine ist eine französische Gemeinde mit 5792 Einwohnern (Stand 1. Januar 2022) im Département Yvelines in der Region Île-de-France. Der Name Villennes leitet sich aus dem Lateinischen villa ab. Die Bezeichnung Villennes-sur-Seine entstand 1907.

## Geographie
Villennes-sur-Seine liegt am linken Ufer der Seine, elf Kilometer westlich von Saint-Germain-en-Laye. Im Norden wird die Gemeinde begrenzt von Médan, im Westen von Orgeval und im Osten von Poissy.
Zum Gebiet der Gemeinde gehört eine Insel in der Seine: auf dieser Île de Villennes befindet sich ein privates Anwesen. 

## Infrastruktur
Der Bahnhof von Villennes-sur-Seine befindet sich an der Bahnstrecke Paris–Le Havre und wird von Transilien-Regionalverkehrszügen bedient.

## Sehenswürdigkeiten

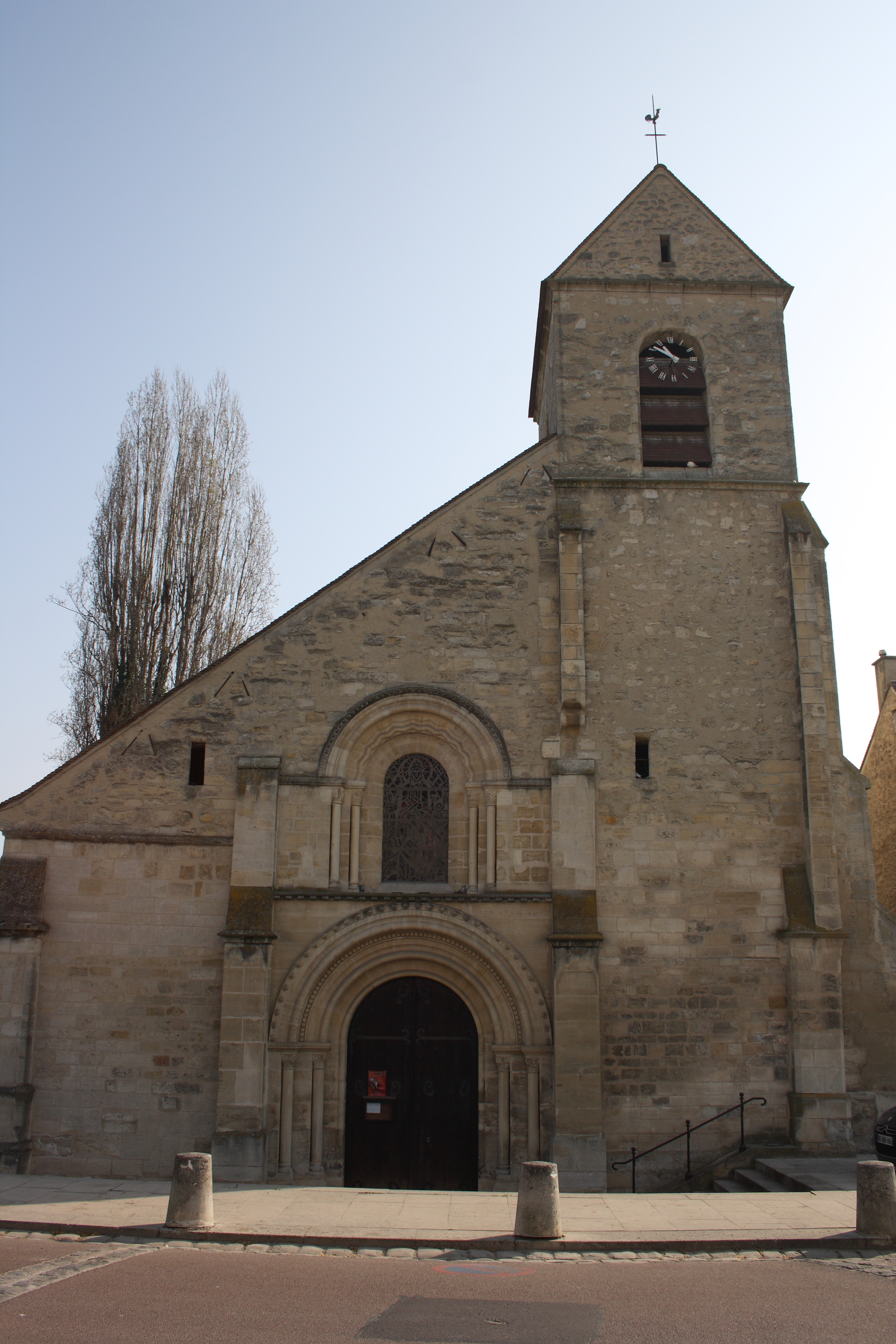
Pfarrkirche St-Nicolas

Siehe auch: Liste der Monuments historiques in Villennes-sur-Seine
- Katholische Pfarrkirche St-Nicolas aus dem 12. Jahrhundert